# Ahn Seo-hyeon
Ahn Seo-hyeon (* 12. Januar 2004 in Suwon, Südkorea) ist eine südkoreanische Schauspielerin.

## Leben
In Das Hausmädchen (2010) spielt sie die Rolle der jungen Nami, die sich mit der Haushälterin (gespielt von Jeon Do-yeon) anfreundet.
In der Serie Dream High (2011) spielt sie die jüngere Schwester der Protagonistin Go Hye-mi. Da ihr Vater sie verlassen hat, kümmert sich Hye-mi um sie. Im Serienverlauf kehrt ihr Vater jedoch zurück. 2017 spielte sie die Hauptrolle in Bong Joon-hos von Netflix produzierten Film Okja. Bong gefiel Ahns Leistung in dem Film Monster (2014), worauf sie sich trafen und die Rolle besprachen. Letztlich setzte sich Ahn gegen 2.100 weitere Kandidatinnen durch.

## Filmografie

### Filme
- 2008: Sesang-ui Kkeuteseo (세상의 끝에서, Kurzfilm)
- 2009: Maybe (토끼와 리저드 Tokki-wa Rijeodeu)
- 2010: The Yellow Sea (황해 Hwanghae)
- 2010: Man of Vendetta (파괴된 사나이 Pagoedoen Sanai)
- 2010: Das Hausmädchen (하녀)
- 2011: Champ (챔프)
- 2011: Sorry, and Thank You (미안해, 고마워 Mianhae, Gomawo)
- 2011: Mr. Idol (Mr. 아이돌)
- 2014: Monster (몬스터)
- 2014: The Divine Move (신의 한 수 Sin-ui Han Su)
- 2017: Okja

### Fernsehserien
- 2008: Love and Marriage (연애결혼)
- 2008: Terroir (떼루아)
- 2009: Can Anyone Love (사랑은 아무나 하나)
- 2009: Hon (혼)
- 2010: Three Sisters (세자매 Se Jamae)
- 2011: Dream High (드림하이)
- 2011: Babyfaced Beauty (동안미녀)
- 2011: Heaven’s Garden (천상의 화원-곰배령)
- 2012: Dummy Mommy(바보 엄마 Babo Eomma)
- 2013: Shark (상어 Sangeo)
- 2013: Golden Rainbow (황금무지개 Hwanggeum Mujigae)